# Angel Stadium of Anaheim
Das Angel Stadium of Anaheim (Spitzname: „The Big A“) ist ein Baseball-Stadion im US-amerikanischen Anaheim, einer Stadt im Großraum von Los Angeles im Bundesstaat Kalifornien. Es ist Heimspielstätte der Los Angeles Angels aus der Major League Baseball (MLB). Es bietet heute 45.517 Personen Platz.

## Geschichte
Im Jahre 1964 wurde mit dem Bau des Stadions begonnen, 1966 zogen die California Angels in ihr neues Domizil, nachdem sie vier Jahre im Dodger Stadium spielten. Das Angel Stadium wurde auf einer Fläche von 160 Hektar erbaut. Das ursprünglich für landwirtschaftliche Zwecke genutzte Gelände liegt im Südosten von Anaheim in der Nähe der Kreuzung von drei Autobahnen. Das Honda Center (ehemals Arrowhead Pond), wo die Anaheim Ducks in der National Hockey League (NHL) spielen, befindet sich in der Nähe des Ballparks.
Die ersten Arbeiten am Stadion begannen am 31. August 1964 und die Einweihung fand am 19. April 1966 statt. Die Kosten für den Bau betrugen 24 Millionen US-Dollar. Die Los Angeles Angels trugen am 9. April 1966 im neuen Stadion ihr erstes Freundschaftsspiel aus. Die Gegner waren die San Francisco Giants. Das erste offizielle Spiel fand am 19. April 1966 gegen die Chicago White Sox statt. Die Renovierung von 1997 bis 1999 kostete 118 Millionen US-Dollar. Das Stadion wurde bereits 1967 Austragungsort des MLB All-Star Game sowie 1989 und 2010. Seine früheren Namen waren „Anaheim Stadium“ (1966–1997) und „Edison International Field of Anaheim“ (1997–2003). Von 1981 bis 1994 spielten hier die Los Angeles Rams aus der National Football League (NFL), die 1995 nach St. Louis, Missouri, umzogen.

## Galerie

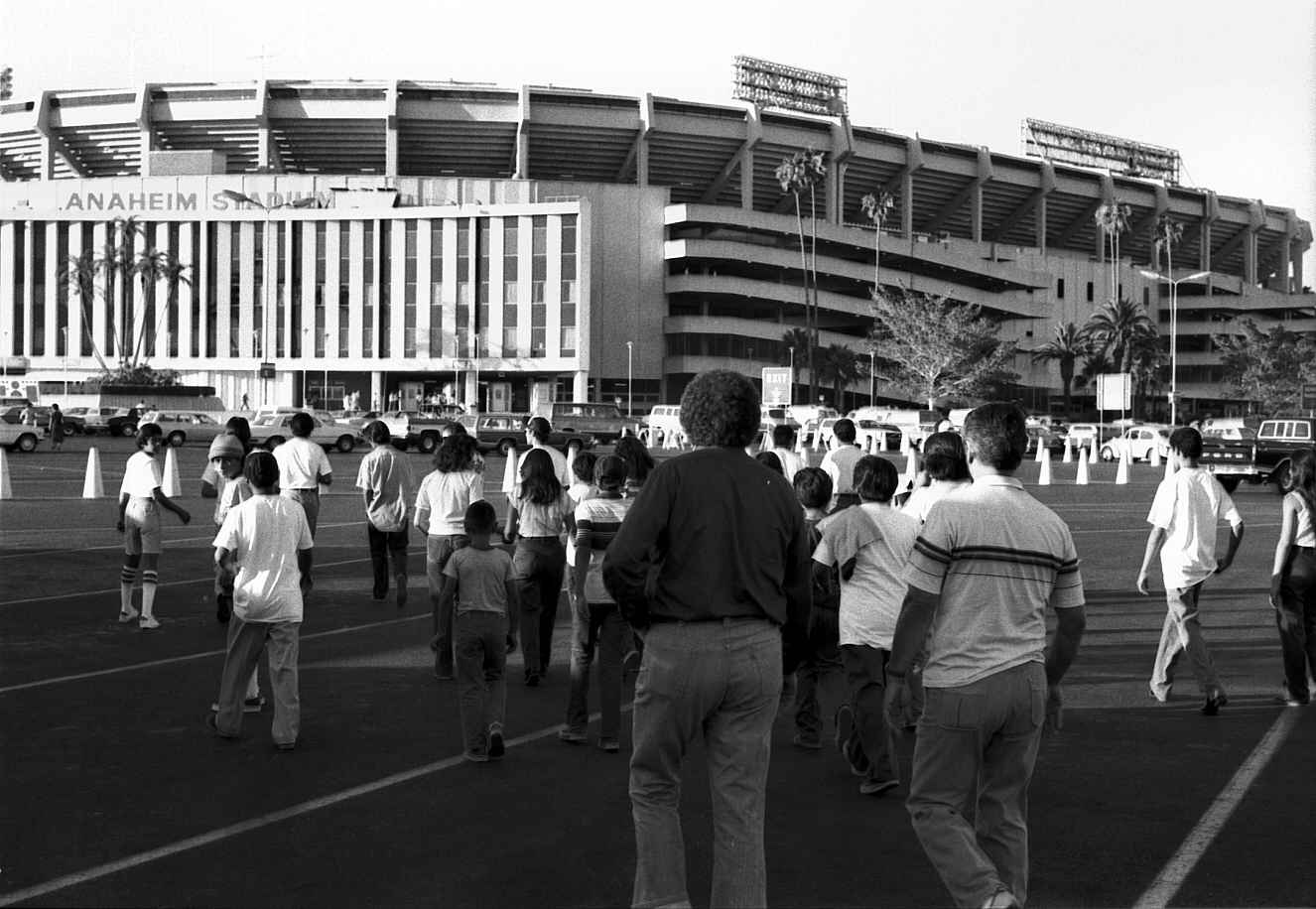
Außenansicht von 1980
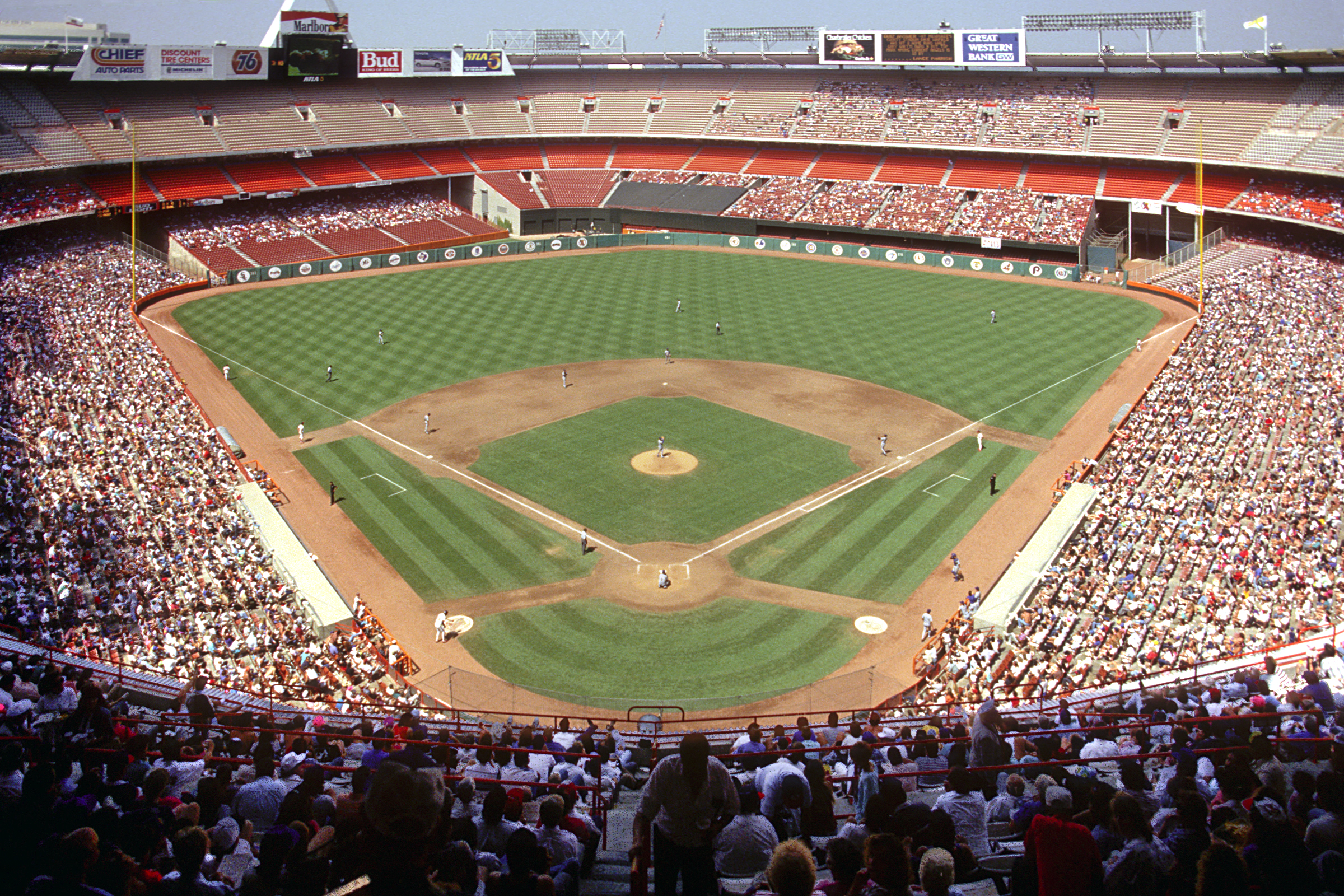
Das Stadion 1991
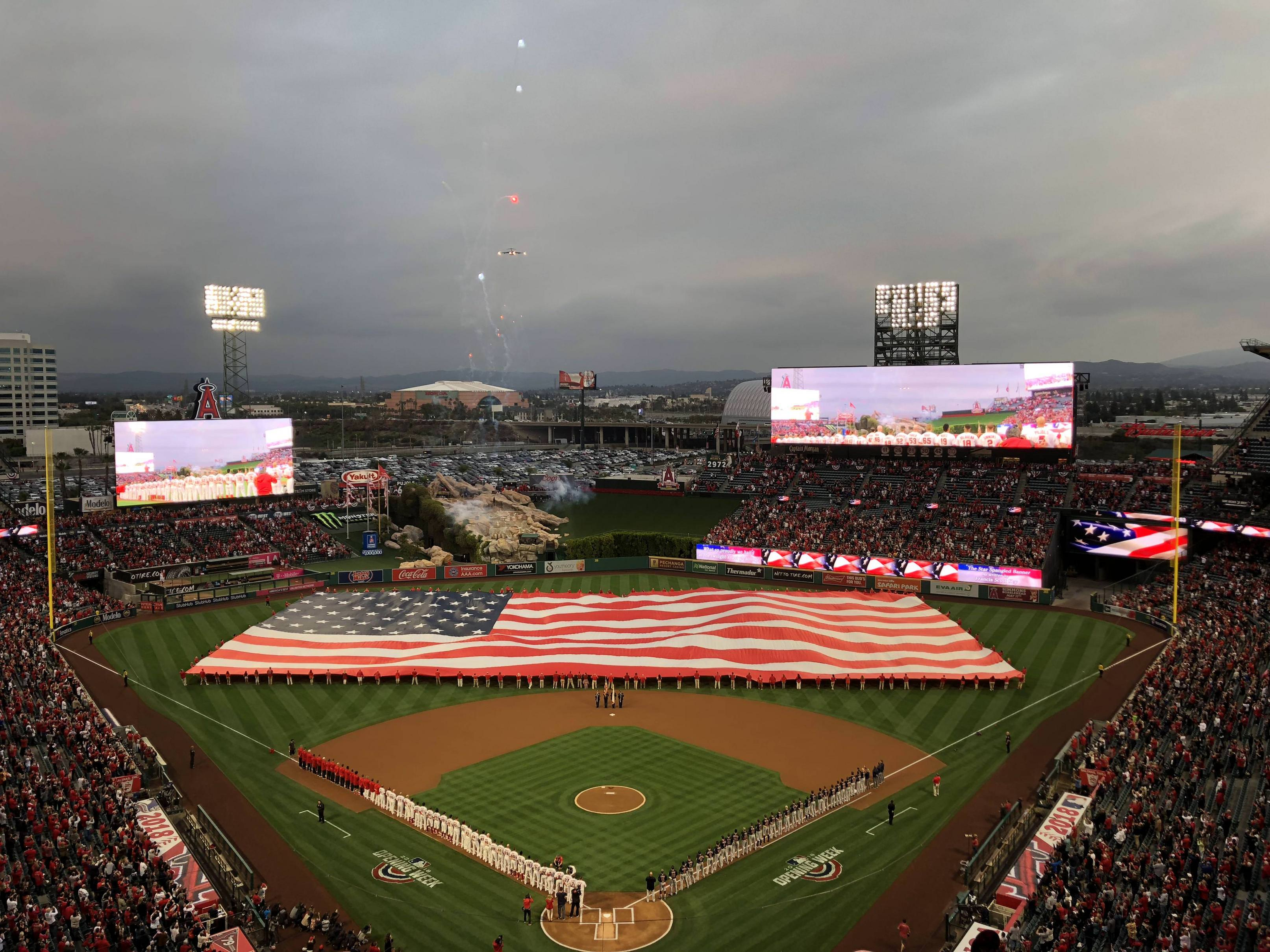
Erstes Saisonspiel 2018
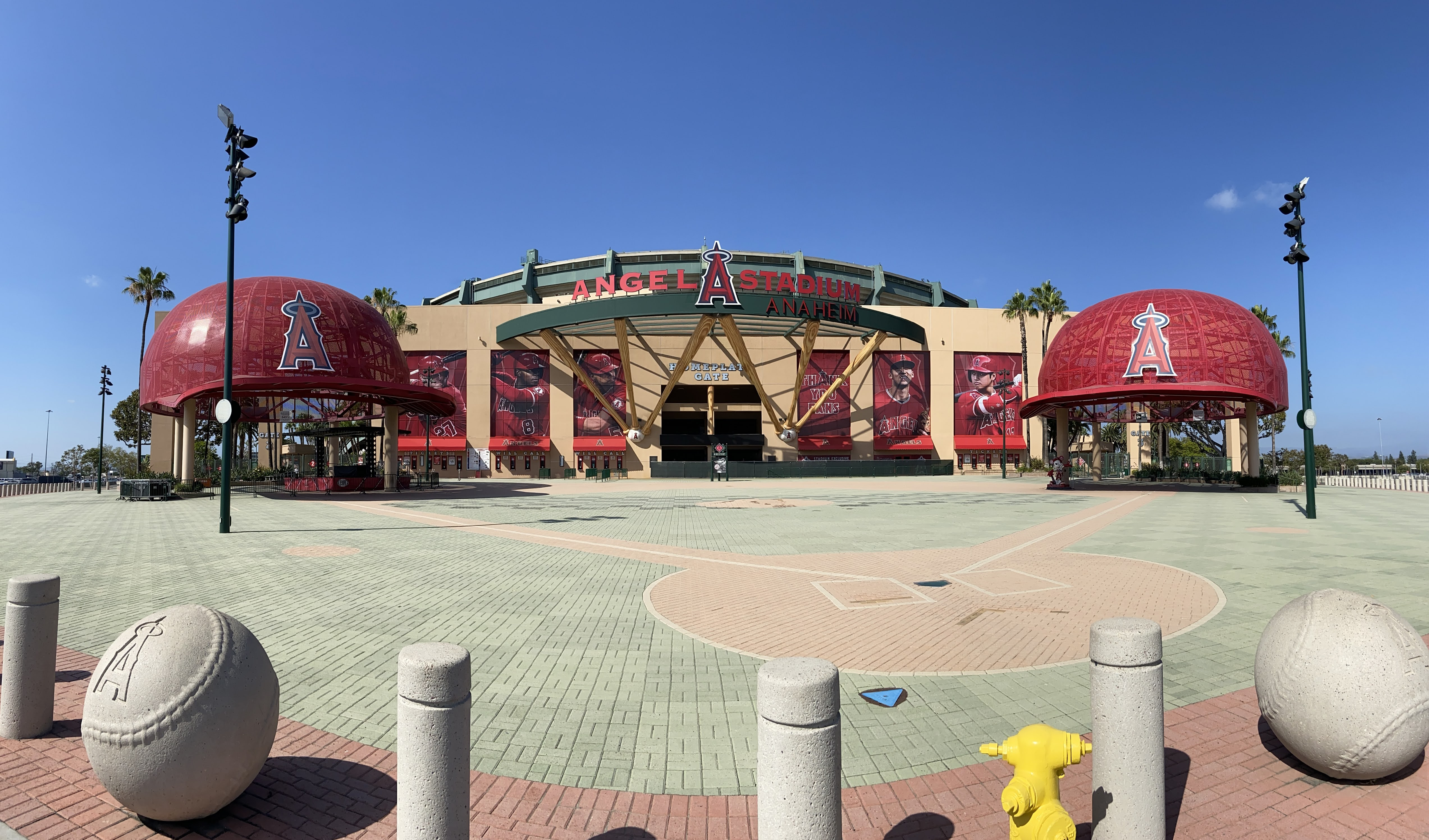
Das Angel Stadium of Anaheim 2020